# Когнитивне мапе
Когнитивне мапе су још познате као менталне мапе, мапе ума, когнитивни модели или метални модели који представљају тип менталног процеса (или когниције), направљени од серије психолошких трансформација помоћу којих особа може да набави, складишти и присећа се информација о релативним локацијама или о каратеристикама појава у свакодневној околини. Психолог Едвард Толман је први увео термин когнитивне мапе. Лакше објашњење когнитивне мапе јесте да то представља начин на који сврставамо и складиштивмо информације о простору, тиме дозвољавамо такозваном оку ума да памти окружење. 
Експерименти су се спроводили на Калифорнијском универзитету у Берклију, уз помоћ постдипломаца. Идеја је била да се мери време или број неуспелих покушаја (када пацов уђе у ћорсокак) за које животиња дође до хране у лавиринту. Пацови су били подељени у групе и било је више типова лавиринта. Општи изглед лавиринта је такав да има уске пролазе, одвојени почетак, где истраживачи остављају животиње, и крај, кутију са храном. Истраживачи су брзо схватили да, кроз већи број покушаја пацова да пронађу храну, они су све брже проналазили циљ. Око такве чињенице су се сви сложили али око објашњења зашто долази до таквог понашања нису. Једни су схватили да је то резултат учења, тј. да се јача веза између симуланса у мозгу и када се она довољно очврсти, пацов може без грешке да дође до кутије са храном. Други су мислили да се у уму пацова ствара такозвана просторна мапа окружења (когнитивна мапа).
Експеримент се дели на 5 подгрупа: латентно учење, заједнички процес и грешке (Vicarious trial and error), тражење симуланса, експеримент хипотезе и просторна оријентација.

## Латентно учење
Латентно учење је први од експеримената овог типа који је одржао психолог Блоџет на Калифорнијском универзитету. Блоџет није само извео експеримент већ га је и осмислио. У ту сврху користио је три групе пацова који су трчали кроз лавиринт из шест делова. Од те три групе једна је била контролна група, док су друге две биле експерименталне.
Група 1 (означена пуном линијом на графикону) имала је по једну пробу дневно и била је у лавиринту све док пацови нису дошли до хране.
Група 2 (означена испрекиданом линијом): Пацови из ове групе нису имали постављену храну у лавиринту првих шест дана, већ су је добијали након шетње од два сата у лавиринту. Тек седми дан је храна била постављена и пацови су је пронашли без много грешака и наставили тако у наредним данима.
Група 3 (означена тачкастом линијом) је добијала сличан третман, али је једина разлика била у томе што су пацови из ове групе добили постављену храну већ трећи дан и постигли сличне резултате.
Овим експериментом се показало да пацови показују много боље и брже резултате када им је храна као мотив постављена у лавиринту.
Хонзик и Толман су поновили експеримент али са лавиринтом од четрнаест делова у облику слова T приказаној на слици 2. Као и са већим бројем група пацова. Добили су сличне резултате. Користили су две контролне групе - једну која никад није добијала храну у лавиринту и једну која је добијала у самом лавиринту, не на циљу. Експерименталне групе су добијале храну у лавиринту од једанаестог дана и након тога пацови су правили мање грешака.
Ипак најбољи експеримент по Толману је био одрађен на Универзитету у Ајови који су урадили Спенс (енг. Spence) и Липит (енг. Lippitt). Користили су једноставан лавиринт у облику слова Y са 2 наградне кутије (у једној кутији је била вода, а у другој храна). Вода се налазила са десне стране, а храна са леве. Током тренинга пацови су пуштени док нису били ни гладни ни жедни, ипак су долазили до циља јер су на крају сваког дела лавиринта пребацивани у кавезе са осталим пацовима. Имали су четири пробе дневно седам дана. На кључном тестирању су их поделили у две групе, једна је гладовала док је друга трпела жеђ. Групе су на првој проби отишле ка правом путу, гладна група лево а жедна десно. Тиме се доказало да су пацови стварали когнитивне мапе у глави иако су награде у поцетку биле мале (тј. схватали су као награду то што су их враћали у кавез где су били остали пацови).
Постоји још доста експеримената о латентном учењу.

## Vicarious trial and error
Други експеримент је био „Vicarious trial and error” или „VTE”, овај назив је осмислио профессор Мензингер (енг. Muenzinger) са Колорада.
У овим експериментима пацови су постављени у ситуације где су морали да памте кораке односно препреке, тј. биле су постављене препреке у облику врата и пацов је морао да бира кроз која врата ће проћи како би стигао до награде. Обично су се препреке разликовале по боји, облику или шарама како би пацов могао да разликује исправно ресење од погрешног. Толманово објашњење за ове експерименте јесте то да постоји разлика у постављању проблема и циљева према нама и према пацовима, јер ми знамо „инструкције” и знамо шта се тражи од нас и како можемо до тога да дођемо, док пацов са друге стране има само један мотив (да дође до хране или воде) и не размишља о наредном потезу већ памти на основу претходног искуства.
Пацови обраћају пажњу на разлику у осветљењу, а не на разлику између десног и левог.
Нлихово свесно стање (VTE) се појављује када почну да схватају систем. Што је већа разлика између два стимуланса, већа је и заинтересованост животиња за ту разлику. Стога што се брже активирају, учесталост ВТЕ-а је чешћа. У следећем експерименту који смо обавили Миниум и ја, у коме је група од 6 пацова научена дискриминацији црне и беле боје, а после тога успешно научени и тежи облик сива и црна дискриминација. За сваку потешкоћу пацови су добијали дуге серије покушаја које су увек биле иза већ достигнутих тачака које су претходно научили. Упоређујући почетак сваке од ове три потешкоће резултати који смо добили су показали да су пацови више користили технику закључивања на основу несупеха (VTE) на лакше видове дискриминације него на тежим. Дошло је до фазе када треба да се упореди колико су пута користили ВТЕ технику у финалним тестовима када је свако учење достигло стадијум стагнације. Резултати су били тотално супротни од очекиваног. Када су пацови коначно открили своје инструкције онда су, као људска бића, користили више VTE технике, више узорака испитали што је дискриминација била тежа. Што су тежи сегменти лавиринта то су учесталији VTE феномени. Објашњење за то је да у лавиринтима пацови знају инструкције. Њима је природно да очекују да ће исти пут увек имати исти исход. Пацовима у лавиринтима не треба наређење. Али шта је толико значајно од толико VTE-а. Како ове чињенице о VTE техници погађају наш теоријски аргумент. Одговор је да ове чињенице подржава веровање о стварању мапа у уму. VTE техника је доказ да у пресудним ситуацијама животињска активност није само пасивни одговор да се сакрије стимуланс већ и једна од активних активности у којој у упоређују и бирају стимуланс.

## Потреба за стимулансом
Веома битан експеримент, урађен за потребе диполомског рада психолога Хадсона. Хадсон је био веома заинтересован за питање да ли су пацови у способности да науче избегавање у једном покушају. Његове животиње су биле теситране једна по једна у малом кавезу који је имао пругасту шему на крају на коју је била стављена чаша са храном. Огладнели пацов пришао је храни и појео је. Електрични систем је био постављен. Кад год би пацов пришао храни и пипнуо чашу био би ударен електричним шоком. И један електрични шок је био довољан. Кад год би истог пацова ставили у тај кавез он би показивао одбојност према тој чаши и пругастој шеми. Пацов се повукао са тог краја кавеза и почео је да прави гомилу иверице како би сакрио пруге и храну из свог вида. Али једно специфично октриће за које сам био веома заинтересован је било резултат модификације ове стандардне процедуре. Хадсон је приметио да животиње не схвате шта их је тачно ударило и да се окрену после сваког електричног шока у потрази за извором бола. Стога закључио је ако учинимо да та пругаста шема нестане после шока, пацови не би могли да повежу ситуацију. И ово је управо то што се десило многим појединцим. Хадсон је додао малу ствар у експеримент. Када год би дошло до електричног шока светла би се исте секунде угасила, а шема и чаша би нестале из вида животиња а онда би се светла поново укључила после пар секунди. Када су те исте животиње стављене у кавез 24 сата после, велики проценат је показало неодбојност према пругама. Другим речима, имам осећај да овај експеримент подржава појам већинског карактера одабира када пацови стварају конгнитивне мапе. Пацов мора да редовно буде у потрази за специфичним подстицајем како би створио своју мапу.

## Експеримент хипотезе
Оба појма хипотезе у пацовима и дизајну експеримента заслуга су психолога Креча. Креч је користио кутију са четири вида дискриминације. У таквој кутији са четири избора, права врата у свакој одлуци зависе од човека који врши експеримент у случају да су црна или бела, десна или лева, или комбинације ових сегмената. Ако су све могућности насумичне за 40 избора направљених у 10 покушаја сваког дана теста, проблем би могао бити нерешив. Када је ово урађено, Креч је открио да је један пацов прошао кроз ставке систематских избора. Та животиња је вероватно почела бирајући сва десна врата, па сва лева итд... Ови релативно учестали типови одлуке је Креч назвао „хипотезе“. Најзад треба напоменути да ови хипотетични експерименти као што су: теорија учења, VTE техника, и потрага за подстицајем“ не довоњно показују ширину конгнитивних мапа које су изабране да усмере на општи начин учења.

## Експеримент просторне оријентације
Ране 1929 године, Лешли је пријавио случај у коме су неколико његових пацова, када су научили улични лавиринт, гурнули позадину близу почетне кутије, попели се и отишли директно на циљ где су се опет попели и појели храну. Други истраживачи су пријавили сличне случаје. Све те опсервације показују да пацови стварно развијају шире оријентационе мапе које садрже више него утрениране путање. У наставку експеримента ова тема тек треба да се обрађује. У првом експерименту, Толман, Ричи и Келиш користили су поставу показану на слици број 15. Ово је био уздигнут лавиринт. Животиње су се кретале од тачке А. па све преко отвореног кружног стола кроз тачке ЦД (које су имале пролаз са зидовима) и коначно до тачке Г, где се налазила храна. Тачка Х је била светло које је диркетно покривало пут између Г и Ф. После четири ноћи, три покушаја ноћно, пацови су научили да иду директно без размишљања од А до Г, и то је довело до промене лавиринта у круг са крацима. Почетна путања је остала иста али додато је много алтернативних пролаза.
„Spatial orientation“ експеримент; 1929, Лешли је известио о случају пара мишева који су савладавши узани лавиринт, гурнули назад врата близу старта, попели се напоље, и претрчали преко врха право до места где је била храна. Ово и овоме слични експерименти показали су да пацови развијају много шире мисаоне мапе, који укључују много више од путева научених током тренинга/експеримента.
Толман, Ричи и Калиш су користили лавиринт типа лифта у оквиру кога су мишеви трчали од тачке А кроз округли сто, затим кроз узани ЦД пролаз и потом до тачке Г где се налазила храна. Пролаз ФГ био је осветљен.
Након 4 ноћи, три пробе за ноћ, када су мишеви учили да траже пут до хране, путања је промењена: понуђено је много више путева, зракасто распоређених, попут Сунчевих зракова. Стартна позиција и округла табла су остали исти, али додати су кружно распоређени путеви.

Показало се да 36% мишева бира пут број 6, централни пут , који је одговарао наученом путу до хране; следећи, највећи проценат мишева-17% бирао је пут број 1 који одговара страни на којој се налазила храна. Ово је показало да су мишеви научили не само да користе главни пут, већ и страну на којој се налази храна. Значи да мишеви не користе само уске мапе памћења већ и много шире, веће мапе памћења.
Ричи је сам урадио додатни експеримент, пуштајући мишеве кроз лавиринт облика слова Т (25 их је тренирано да нађу храну на једном краку слова, 25 на другом краку слова Т), а онда је лавиринт промењен додавањем додатних путева (мишеви су били блокирани у тражењу правих путева, али након пуно секунди опипавања, тражења, 19 их је нашло један крај слова Т, где је била храна, а 23 је нашло други крак). Мишеви су бирали путеве на оним странама, где су запамтили да се налази храна.
Значи, мисаоне мапе ових мишева нису биле сасвим прецизне, али су биле адекватне и омогућавале им да пронађу стране где је била храна. Мишеви су користили шире мисаоне мапе.

## Закључак
Поставља се питање који услови/разлози фаворизују употребу уских мапа (narrow strip-maps, а који употребу далеко ширих, компрехенсивних мапа (broad comprehensive maps) код мишева, а и код људи? 
Коришћење уских мапа (narrow strip maps) може бити изазвано:
1. Оштећењем мозга
2. Неадекватним инструкцијама
3. Прекомерним понављањем тренинга
4. Превелика фрустрација или превелика мотивација

Посебну пажњу завређује четврта тачка - Превелика фрустрација или превелика мотивација.
То су психолошки механизми које психолози препознају као позадину или разлог многих индивидуалних и колективних проблема који се објашњавају коришћењем уских мисаоних мапа (narrow strip maps). 
Ово анализирамо кроз понашање мишева, али објашњава многе појаве код људи и пихологију људи. 
Постоје 3 појаве (динамизма) који објашњавају коришћење узаних мисаоних мапа:
1. Регресија
2. Фиксација
3. Испољавање агресије ван групе (измештање агресије ван групе)

Регресија – када се појединац суочи са неким тешким проблемом, почиње да примењује моделе понашања које је имао пуно раније, у младости или детињству (дат је пример жене која је остала без супруга и која, суочена са овом ситуацијом, за њу претешком, почиње да се одева и понаша непримерено младалачки)
Фиксација – увек иде заједно са регресијом; фиксирање неког проблема, немогућност да се тај проблем реши, буди реакцију регресије. 
Измештање агресије из групе тј испољавање агресије ван групе – трећи и врло опасан начин реаговања на проблем. Ова реакција карактеристична је за све примате. Оданост групи карактеристика је свих примата (експрименти на мнајмунима, али се тако понашају и људи). И људи функционишу у групама (тимовима), циљеве групе прихватају као своје, идентификују се са групом којој припадају. Када се суоче са проблемима своју негативну емоцију, па и агресивност не желе да усмере ка члановима групе. Зато агресивност усмеравају ван групе, ка другим појединцима, или другим групама- користе уске мисаоне мапе. Ако ово сагледавамо на нивоу колективног, препознаћемо забрињавајућа, али и застрашујућа понашања: ми психолози критикујемо остале области рада на универзитетима, универзитети критикују рад средњих школа, и обрнуто, средње школе критикују универзитете. На много вишем нивоу, ту је пример народа који критикују једни друге, Америкаци Русе, Руси Американце, Хришћани Јевреје, Муслима, Јевреји, Муслимани, Хришћане, ....
Оно што можемо закључити јесте да треба провоцирати коришћење ширих мисаоних мапа и смањивати утицаје који провоцирају уске мисаоне/когнитивне мапе. Значи, залагати се и борити се против превелике фрустрације, па и превелике, оптерећујуће мотивације. Ово је порука коју треба упућивати свима који се баве васпитавањем, тренирањем, образовањем деце, али и људима утицајним на светском нивоу.
Само тако ће деца учити да живе сагледавајући живот из прошлости и ка будућност, учити да постоји више путева до циља и да се до циљева лакше стиже без фрустрације и оптерећујуће амбиције. Такође, не сме се дозволити да неко буде превише гладан, превише емотиван, фрустриран, што би активирало коришћење уских мисаоних мапа. Коришћење садржајних, свеобухватних, ширих мисаоних мапа омогућава остваривање циљева на лакши, креативнији, квалитетнији начин. 
Фројд је рекао да се треба научити живљењу „у складу са реалношћу и реалним принципима, радије но животу базираном на принципима задовољства“. Наше окружење, хумани свет, окружење нас, људи, јесте Богом дано окружење у коме се треба припремати за реалност и могућност креативног бирања различитих путева до истог циља, без непотребних фрустрација.
Ово је концепт примењив на сваког појединца, али и на сваку заједницу. На породицу, као примарну заједницу, на школу, универзитете и спољашње окружење као секундарну заједницу, на државне институције и на државе света.